# Regno dei cieli

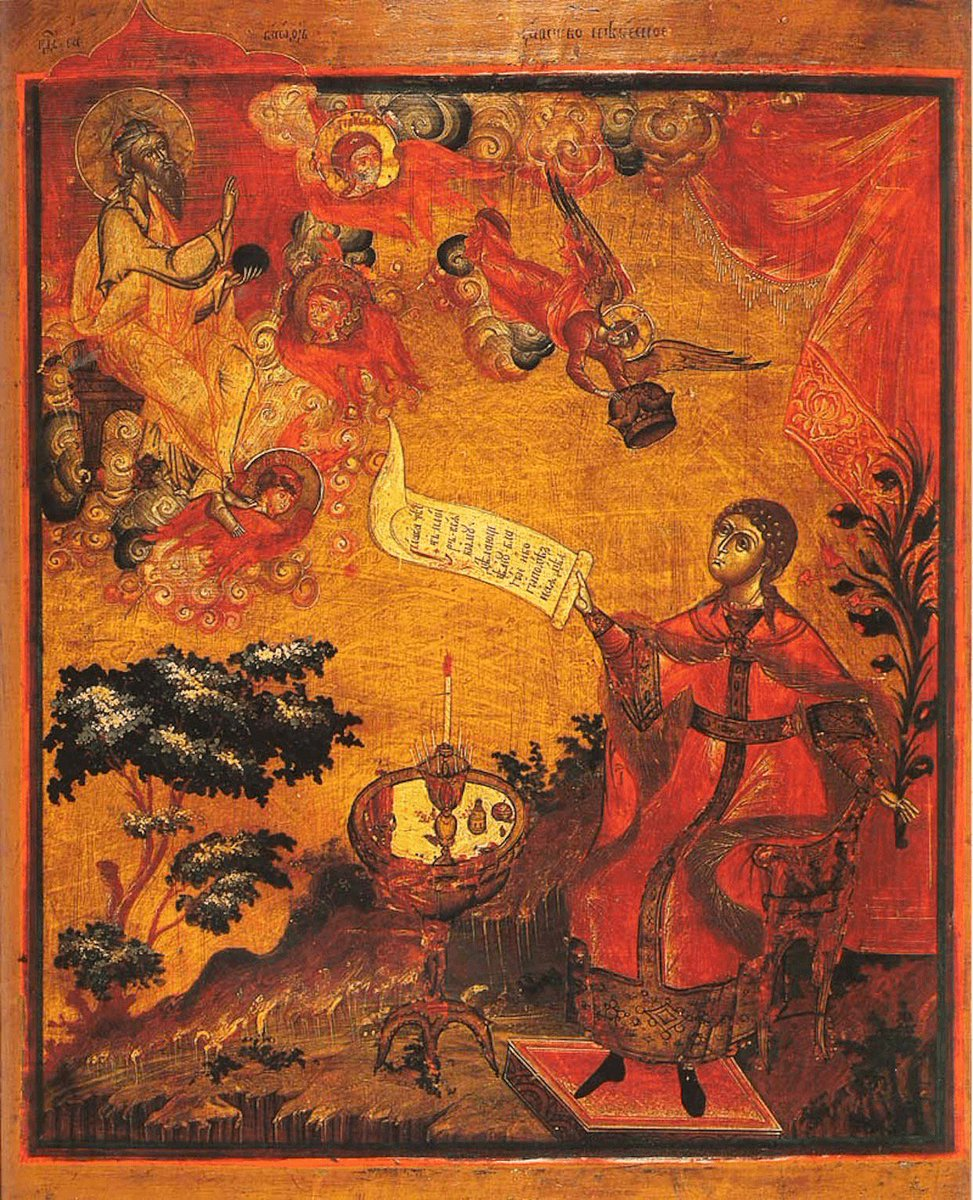
Icona russa del regno dei cieli del XIX secolo

Il regno dei cieli (in greco: ἡ βασιλεία τῶν οὐρανῶν, he basileia tōn ouranōn) oppure il regno di Dio (in greco: ἡ βασιλεία τοῦ Θεοῦ, he basileia tou Theou) è un concetto chiave del cristianesimo basato su un'espressione attribuita a Gesù e riportata nei Vangeli.
A volte è indicato anche come regno di Cristo o, più semplicemente,  il Regno.
A Dio Padre nel regno dei cieli è riservata l'invocazione iniziale del Padre nostro. Sia per la seconda parusia di Cristo che per il progredire del Regno di Dio nel tempo presente (Catechismo della Chiesa cattolica (CCC),  2859).

## Nei Vangeli

### Differenti espressioni
La parola regno ricorre nel Nuovo Testamento più di 100 volte ed è utilizzata soprattutto dai Vangeli sinottici. Il termine greco "basileia", come quello italiano "regno" indica sia la potestà e dignità regia, la regalità, sia concretamente il reame su cui è esercitata la signoria. L'ampiezza semantica del termine originario e di quello tradotto rende talvolta possibile utilizzi ed interpretazioni differenziate del termine "regno di Dio". Perciò nel Nuovo Dizionario Teologico di Herbert Vorgrimler (EDB 2004) la voce "regno di Dio" è sostituita dalla voce "signoria di Dio".
L'evangelista Matteo nel suo vangelo preferisce il termine basileia tōn ouranōn, che è stato comunemente tradotto come regno dei cieli, mentre Luca e Marco nei loro vangeli preferiscono l'espressione Basileia tou Theou, che viene comunemente tradotto in italiano come regno di Dio.
In ebraico l'espressione "i cieli" è un comune eufemismo per indicare Dio senza nominarlo esplicitamente. L'uso si è trasmesso anche all'italiano in espressioni come "se il ciel lo vuole..." ecc.  Perciò l'espressione di Matteo, il cui vangelo è indirizzato prevalentemente a cristiani di origine ebraica, è equivalente a quelle di Luca e Marco.

### All'inizio della predicazione
Soprattutto all'inizio della sua predicazione Gesù sottolinea l'imminenza di questo regno dei cieli (o di Dio). All'inizio del Vangelo di Marco Gesù dice: 
 All'inizio del Vangelo di Matteo Giovanni il Battista dice: 
 Sempre nel Vangelo di Matteo Gesù stesso dice: 

### Le parabole sul Regno
In molte parabole Gesù cerca di illustrare le caratteristiche di questo regno. Ecco un elenco di parabole di Matteo in cui si illustra il regno dei cieli:
- Parabola del seminatore - il regno è paragonato al seminatore che sparge il grano e questo fruttifica dove più e dove meno - 13,1-9[4];
- Parabola del granello di senape - il regno è paragonato ad un piccolo seme che diventa una pianta grande - 13,31-32[5];
- La parabola del lievito - il regno è paragonato al lievito che fermenta tutta la pasta - 13,33-35[6];
- Parabola del tesoro nascosto - il regno è paragonato ad un tesoro nascosto in un campo; chi lo trova compra il campo per diventarne legittimo proprietario - 13,44[7];
- Parabola della perla preziosa - il regno è paragonato ad una perla preziosa; il mercante che la trova vende tutti i suoi averi per poterla comperare - 13,45-46[8];
- Parabola della rete - il regno è paragonato a una rete che raccoglie pesci buoni e pesci cattivi; una volta a terra i pescatori dividono gli uni dagli altri - 13,47-50[9];
- Parabola del servo senza pietà - il regno è paragonato ad un padrone che fa i conti con i suoi servi e condona volentieri i debiti a chi è pronto lui stesso al condono - 18,23-25[10];
- Parabola dei lavoratori della vigna - il regno è paragonato ad un padrone che assolda a tutte le ore dei lavoratori per la sua vigna - 20,1-16[11];
- Parabola del banchetto di nozze - il regno è paragonato ad un re che organizza un banchetto per il suo figlio che si sposa ed invita tutti al banchetto stesso - 22,1-14[12];
- Parabola delle dieci vergini - il regno è paragonato a dieci vergini di cui cinque prudenti e cinque stolte - 25,1-13[13].

Queste parabole vengono chiamate allora Parabole del regno.

## Significato
Con questa espressione Gesù si riferiva al regno o alla sovranità di Dio su tutte le cose. Questo concetto era in contrapposizione a quello di regno dei poteri terreni, specialmente l'Impero romano, che aveva occupato le città di Nazaret e Cafarnao, dove Gesù viveva, ma anche la città più importante della Giudea, Gerusalemme.
Nella tradizione cristiana il Regno dei Cieli (o di Dio) è stato accostato al concetto di Paradiso.
Il concetto di Regno dei Cieli o Regno di Dio, si può esprimere in questi termini: "la diffusione e la pratica dei Principi cristiani nella società umana, con i quali Principi inizia la realizzazione, già in questa terra, della vita eterna."

### Il Regno è vicino
Nel rivolgersi a Ponzio Pilato, Gesù ha affermato :
In molte occasioni precedenti il Cristo aveva parlato del Regno che sarebbe venuto:
Non è tuttavia evidente cosa intendesse Gesù per "morire" in questa affermazione, poiché egli si rivolgeva non solo agli apostoli ma anche "alla folla" (Mc 8:34), a cui aveva detto anche:
L'incipit del Vangelo secondo Marco è "Il tempo è compiuto e il regno di Dio è vicino" (Marco 1,14-15). In greco antico, per dire che "il tempo è compiuto", Marco usa il perfetto, che indica un'azione iniziata nel passato che ha conseguenze nel presente, rappresentativa di un regno iniziato da Cristo ma che deve compiersi nella seconda parousia.

### Il Regno è presente
In alcune occasioni, Gesù parlerà del Regno anche come di una realtà presente:

### Dimensione escatologica
Se il Regno di Dio è una realtà già presente iniziata con l'Incarnazione del Verbo nel grembo di Maria, esso presenta anche una prospettiva escatologica in quanto cresce come un seme e troverà la sua pienezza e compimento soltanto nella seconda Parusia  di Gesù.
Matteo 13 parla del banchetto celeste imbandito da Gesù per i santi presenti nel Paradiso:
 Allora i giusti risplenderanno come il sole nel regno del Padre loro. Chi ha orecchi oda. Mt 13,43, su laparola.net.
Matteo 13 presenta 5 parabole del Regno parabola del seminatore, parabola della zizzania, parabola del granello di senape, parabola della perla e parabola della rete.

### Regno di Dio, Regno di Cristo
Nell'udienza generale del 4 settembre 1991, Papa Giovanni Paolo II dirà:

### Regno di Israele o regno di tutte le genti
Nella parabola dei vignaioli omicidi Gesù predice che, dopo la sua risurrezione, Dio-padrone della vigna avrebbe affidato la pianta a un nuovo popolo che producesse frutti. 
La predicazione di Paolo di Tarso, detto "l'apostolo dei Gentili", mostra che il regno di Cristo era Innanzitutto rivolto agli israeliti, ma non esclusivamente a costoro, bensì anche ai pagani.

### Le chiavi del Regno
Nel Nuovo Testamento viene descritto l'annuncio della consegna delle chiavi del Regno dei Cieli da Gesù al suo apostolo Pietro:

### Nel Vaticano II
Secondo la Lumen gentium, la "Chiesa è Regno di Cristo già presente in mistero". Cristo ha inaugurato il Regno di Dio sulla Terra, portando nel mondo ciò che nei cieli esisteva fin dall'inizio della creazione. Secondo la parabola del seme che germoglia da solo, questo regno germoglia e cresce visibilmente nella Chiesa, avendo come fine la sua fine ultima, la perfezione e pienezza che sarà raggiunta solo alla fine dei tempi con la seconda parousia del Signore. Esso è regno di verità e di vita, regno di santità e di grazia, regno di giustizia, di amore e di pace.
Il regno si sviluppa e progredisce nella storia della salvezza come una realtà che è nel mondo e, nello stesso tempo, è distinta dal mondo e dal suo peccato, evolvendo in modo indipendente da esso. Esso si realizza con la divina provvidenza e la cooperazione della libertà umana alla grazia divina.